# Allika (Varbla)
Allika – wieś w Estonii, w prowincji Parnawa, w gminie Varbla.